# Штакама узрокована парализа
Штакама узрокована парализа  (ШУП) је компресивна неуропатија брахијалног плексуса која је резултат продуженог, директног притиска на пазух, употребом ортопедског штака. У клиничкој слици најчешће доминира слабост мишића трицепса заједно са слабошћу екстензора зглобова и прстију и парестезија у задњем делу подлактице, задњој страни шаке и постеролатералном делу последње три и по прста. 
Лечење је конзервативно са удлагом за зглоб и уклањањем спољне компресије, укључујући престанак примене потазушних (аксиларних) штака.

## Релевантна анатомија
Радијални живац је један од три главна нерва који инервишу горње удове, друга два су улнарни и средњи живац. Међу овим живцима радијални живац је један од најважнијих нервних снопова који својим нервним влакнима контролише горње удове.
Добро познавање анатомије радијалног нерва је од суштинског значаја за разумевање уобичајених механизама и локација његове повреде (оштећења). Радијални нерв прима инервацију од Ц5 до Т1 кичмених корена. Грана се од задњег снопа брахијалног плексуса, и потом излази из пазушне јаме, постериорно до брахијалне аксиле. У надлактици, радијални нерв се грана у моторне гране до мишића трицепса и анконеуса пре него што се омота око хумеруса у спиралном жлебу (познатом и као радијални жлеб). Три сензорне гране, које снабдевају кожу преко трицепса и задњег дела подлактице, такође се одају на овом нивоу. Овде, његова близина са лакатном кости или хумерусом чини га подложним компресији и/или трауми.

## Опште информације
Компресивна неуропатија брахијалног плексуса након употребе аксиларних штака (парализа узпрокована штакама) је редак, али добро познат ентитет. Већина пријављених случајева укључује задњи сноп брахијалног плексуса код деце и спонтано се решавају у року од 8-12 недеља. 
Прегледом код ових пацијената може се открити почетна парализа, а на електромиограму и присуство тешке лезије аксонотмезе радијалног, средњег и улнарног нерава обострано.

## Терапија
Пацијенти са ШУП лече се статичким нагибом зглоба и укидањем примене аксиларних штака. 

## Прогноза
Прогноза зависи од степена и врсте повреде радијалног нерва. Повратак сензорне и моторичке функције код ШУП је одложен, али се јавља након неколико дана до неколико месеци, у виду потпуног опоравка. 
Иако ће се већина ШУП које обично представљају неурапраксију и аксонотмезу и узроковане су спољном компресијом опоравиће се спонтано или конзервативном терапијом у року од 2-4 месеца. Међутим, у неким случајевима може доћи до преосталог делимичног или потпуног губитка покрета или осећаја.